# Froggattia
Froggattia is een geslacht van wantsen uit de familie van de Tingidae (Netwantsen). Het geslacht werd voor het eerst wetenschappelijk beschreven door Froggatt in 1901.

## Soorten
Het genus bevat de volgende soorten:

- Froggattia disticha Drake, 1947
- Froggattia hargreavesi Drake, 1945
- Froggattia olivinia Froggatt, 1901